# Laissés-pour-compte
Laissés-pour-compte (titre original : The Things They Left Behind) est une nouvelle fantastique de Stephen King publiée pour la première fois en 2005 dans l'anthologie Transgressions, puis incluse dans le recueil de King Juste avant le crépuscule en novembre 2008.

## Résumé
Scott Staley est un rescapé des attentats du 11 septembre 2001. Employé dans une compagnie d'assurances dont les bureaux étaient situés au World Trade Center, il avait décidé au dernier moment de prendre sa journée. Un an plus tard, alors que Staley est toujours rongé par la culpabilité du survivant, des objets appartenant à ses défunts collègues apparaissent dans son appartement. Après s'être assuré qu'il ne souffrait pas d'hallucinations, il essaie de s'en débarrasser en les jetant mais les objets réapparaissent chez lui.
Un jour, il se décide à parler de son problème à Paula Robeson, une voisine de son immeuble avec qui il a sympathisé. Elle ne croit pas à son histoire mais lui propose de lui prendre un des objets. Staley accepte mais Paula revient le lui rendre quelques jours plus tard car le fait d'avoir l'objet chez elle lui a fait revivre les derniers instants de son propriétaire. Staley comprend alors qu'il doit remettre les objets aux proches des disparus. Il entreprend cette tâche et commence à se sentir mieux.

## Accueil critique
Pour Lizzie Skurnick, de la National Public Radio, la nouvelle est l'une des meilleures du recueil et « emploie le surnaturel pour dépeindre avec émotion la fragilité de la vie ». Matt Thorne, de The Independent, évoque l'une des fictions « les plus compatissantes écrites par un auteur américain à propos du 11 septembre ». Charles Taylor, du New York Times, estime que le brio de la nouvelle, « la plus émouvante » du recueil, est quelque peu saboté par sa fin « trop bien ordonnée et réconfortante ». Zack Handlen, de The A.V. Club, estime que la nouvelle « s'écarte trop de son sujet pour en être digne ».

## Distinctions
Laissés-pour-compte a été nommée pour le prix Bram Stoker de la meilleure nouvelle longue 2006.